# Gewone behangersbij
De gewone behangersbij (Megachile versicolor) is een vliesvleugelig insect uit de familie Megachilidae. De wetenschappelijke naam van de soort is voor het eerst geldig gepubliceerd in 1844 door Smith.